# Bahnhof Delitzsch unt Bf
Delitzsch unt Bf („Delitzsch unterer Bahnhof“) ist eine Betriebsstelle der Bahnstrecke Trebnitz–Leipzig. Er ist neben dem Oberen Bahnhof einer von zwei Reiseverkehrsbahnhöfen und ÖPNV-Knotenpunkt der sächsischen Kreisstadt Delitzsch.

## Lage
Der Bahnhofskomplex liegt in der östlichen Innenstadt. Das Empfangsgebäude steht in der verlängerten Ost-West-Achse der Eisenbahnstraße und Eilenburger Straße, die den Bahnhof mit dem Stadtzentrum verbindet. Nördlich des Bahnhofs begrenzen die Bahnhofspromenaden, südlich die Bismarckstraße und östlich die Berliner Straße das Bahnhofsareal.
Vor dem Empfangsgebäude an der Eisenbahnstraße, welche den Bahnhof mit der Bundesstraße 183a verbindet, befinden sich sowohl in nordwestlicher als auch südwestlicher Richtung Park&Ride-Parkplätze. Ebenfalls an der Eisenbahnstraße gelegen ist eine Busverkehrsstation für die Regional- und Stadtbuslinien der Auto Webel GmbH, Leupold sowie ein Taxistand.
Nordöstlich des Bahnhofs schließt sich das Gelände des ehemaligen Reichsbahnausbesserungswerks Delitzsch an, heute ein Werk der EuroMaint Rail zur Instandsetzung von Reisezugwagen.

## Geschichte
Durch die Inbetriebnahme der Bahnstrecke (Berlin–)Bitterfeld–Leipzig hatte Delitzsch ab dem Jahr 1859 Anschluss an das überregionale Eisenbahnnetz.
Das Bahnhofsgelände gehörte einst zur Gemeinde Grünstraße und befand sich zum Zeitpunkt der Errichtung des Bahnhofs vor den damaligen Toren der Stadt. 1862 wurde die Gemeinde samt Bahnhof nach Delitzsch eingemeindet.
Am 16. April 1945 wurde der Bahnhof durch einen US-Jagdbomber zerstört. Vom Empfangsgebäude blieben nur die Außenmauern stehen, ein Wiederaufbau erfolgte zwischen 1946 und 1950. Am 19. Januar 1950 wurde der neue Bahnhof unter dem Namen „Unterer Bahnhof“ wiedereröffnet – dieser hieß zuvor „Berliner Bahnhof“.
Von 1991 bis 1993 fanden im Zuge des Verkehrsprojekts Deutsche Einheit Nr. 8.3 (Ausbaustrecke Berlin–Leipzig/Halle) umfangreiche Umbauarbeiten am Bahnhof sowie an den Streckenabschnitten Bitterfeld–Delitzsch und Delitzsch–Zschortau statt. So wurden der Haus- und der Mittelbahnsteig sowie ein etwa 40 Meter langer Fußgängertunnel bis 1993 komplett neu gebaut. Zudem erlaubte eine neue Linienführung südlich von Delitzsch ab Mitte der 1990er Jahre eine Streckenhöchstgeschwindigkeit zwischen Bitterfeld und Zschortau von 160 km/h.
Von Januar bis August 2004 wurde der gesamte Bahnhofsvorplatz für rund 855.000 Euro umgebaut und modernisiert. Hierzu gehörte unter anderem der Bau von 200 überdachten Fahrradstellplätzen, die Neuanlage des Busbahnhofs sowie der Zufahrt zum Bahngelände als auch die Verbreiterung des Bahnsteigzugangs. Zudem entstanden auf der alten Fläche des Busbahnhofs 63 PKW-Stellplätze.
Mit Inbetriebnahme des City-Tunnels in Leipzig im Dezember 2013 wurde der Bahnhof in das neue Netz der S-Bahn Mitteldeutschland integriert.
Seit 2022 befindet sich das Bahnhofsgebäude im Eigentum der Wohnungsgesellschaft der Stadt Delitzsch. Diese führt seit August 2024 bis voraussichtlich Anfang 2026 umfangreiche Sanierungsarbeiten am Gebäude durch. In diesem Zusammenhang wird auch das Dachgeschoss aufgestockt, so dass das Gebäude künftig über drei Vollgeschosse verfügt. Nach Abschluss der Bauarbeiten werden sich im Erdgeschoss ein Wartebereich, eine öffentliche Toilettenanlage, der Servicepoint der Deutschen Bahn sowie kleinere Gewerbeeinheiten befinden. In den beiden Obergeschossen werden künftig eine Außenstelle der Volkshochschule Nordsachsen und Coworking-Arbeitsplätze eines privaten Anbieters untergebracht.

## Verkehrsanbindung

### Regionalverkehr
Am Bahnhof Delitzsch unt Bf halten seit 2013 nur Züge von DB Regio Südost. Eingesetzt werden Elektrotriebwagen der Baureihe Bombardier Talent 2 sowie vereinzelt Lokomotiven der Baureihe 182/146/114 und Doppelstockwagen. Von Dezember 2009 bis Dezember 2013 hielten auch Züge von Transdev Regio Ost unter der Marke Mitteldeutsche Regiobahn am unteren Bahnhof mit Triebwagen der Baureihe Stadler Regio-Shuttle RS1 und Siemens Desiro Classic.
| Linie                    | Linienverlauf                                                                           | Linienverlauf                                                                           | Takt (min)                                                                   | EVU             |
| ------------------------ | --------------------------------------------------------------------------------------- | --------------------------------------------------------------------------------------- | ---------------------------------------------------------------------------- | --------------- |
| RE 13                    | Leipzig – Delitzsch unt Bf – Bitterfeld – Wolfen – Dessau – Roßlau – Zerbst – Magdeburg | Leipzig – Delitzsch unt Bf – Bitterfeld – Wolfen – Dessau – Roßlau – Zerbst – Magdeburg | 060                                                                          | DB Regio Südost |
| S 2                      | Leipzig-Stötteritz – Delitzsch unt Bf – Bitterfeld –                                    | Wolfen – Dessau                                                                         | 030 (Leipzig–Bitterfeld) 120 (Bitterfeld–Dessau) 120 (Bitterfeld–Wittenberg) | DB Regio Südost |
| S 2                      | Leipzig-Stötteritz – Delitzsch unt Bf – Bitterfeld –                                    | Gräfenhainichen – Wittenberg (– Jüterbog)                                               | 030 (Leipzig–Bitterfeld) 120 (Bitterfeld–Dessau) 120 (Bitterfeld–Wittenberg) | DB Regio Südost |
| Stand: 12. Dezember 2021 |                                                                                         |                                                                                         |                                                                              |                 |

### Busverkehr
Die Busverkehrsstation am Unteren Bahnhof in Delitzsch bietet PlusBus-Anbindungen nach Bad Düben sowie nach Leipzig Wahren, zum Flughafen Leipzig/Halle und Schkeuditz.
| Linie      | Strecke                                                                                                   | Verkehrstage   | Busunternehmen                    |
| ---------- | --- | -------------- | --------------------------------- |
| <+> 190/91 | Delitzsch – Glesien – Radefeld – Leipzig Wahren                                                           | Montag–Sonntag | Auto Webel                        |
| 192        | Delitzsch – Lemsel – Rackwitz – Leipzig Sachsenpark                                                       | Montag–Freitag | Auto Webel                        |
| 203        | Delitzsch – Zschernitz – Kyhna – Peterwitz                                                                | Montag–Freitag | Auto Webel                        |
| 204        | Delitzsch – Sausedlitz – Reibitz – Badrina – Löbnitz – Roitzschjora                                       | Montag–Freitag | Auto Webel                        |
| <+> 207    | Delitzsch – Radefeld – Schkeuditz                                                                         | Montag–Sonntag | Auto Webel                        |
| 209        | Delitzsch – Kyhna – Klitschmar – Zwochau – Glesien                                                        | Montag–Freitag | Auto Webel                        |
| CityBus A  | Delitzsch: Unterer Bahnhof – Delitzsch Nord – Unterer Bahnhof                                             | Montag–Samstag | Auto Webel                        |
| CityBus B  | Delitzsch: Unterer Bahnhof – Delitzsch Ost – Unterer Bahnhof – Auto-Webel – Landratsamt – Unterer Bahnhof | Montag–Samstag | Auto Webel                        |
| CityBus C  | Delitzsch – Werben – Benndorf – Schenkenberg – Delitzsch und zurück                                       | Montag–Samstag | Auto Webel                        |
| CityBus D  | Delitzsch: Oberer Bahnhof – Unterer Bahnhof – Beerendorf                                                  | Montag–Samstag | Auto Webel                        |
| <+> 210    | Delitzsch – Tiefensee – Bad Düben                                                                         | Montag–Freitag | Nordsachsen Mobil ehemals Leupold |
| 211        | Delitzsch – Zschortau – Rackwitz                                                                          | Montag–Freitag | Nordsachsen Mobil                 |
| 212        | Delitzsch – Krostitz – Eilenburg                                                                          | Montag–Freitag | Nordsachsen Mobil                 |
| 213        | Delitzsch – Wölkau – Krostitz                                                                             | Montag–Freitag | Nordsachsen Mobil                 |